# Steinkreise von Wassu

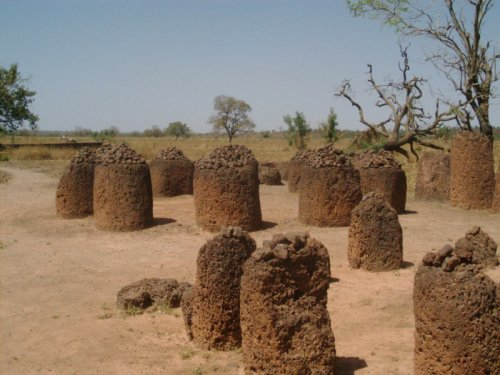
Steinkreise von Wassu

Die Steinkreise von Wassu sind eine Gruppe von Senegambischen Steinkreisen. 2006 wurden sie als Bestandteil der Welterbestätte Steinkreise von Senegambia in das Weltkulturerbe aufgenommen.

## Beschreibung
Die Steinkreise von Wassu liegen ungefähr fünfzehn Kilometer nordwestlich von Janjanbureh (ehemals Georgetown) bei dem kleinen Ort Wassu in der Central River Region.
Die Steine wurden um das 8. Jahrhundert von einer Megalithkultur auf früheren Gräbern aufgerichtet und bilden die ältesten megalithischen Konstruktionen in der Subsahara und südlich des Horns von Afrika. Die Gewichte der zehn bis 25 Steine in jedem Kreis oder Doppelkreis betragen bis zu zehn Tonnen pro Stein. In der Größe variieren sie von einem bis zweieinhalb Metern in der Höhe und sind im Allgemeinen aus Laterit. Archäologen konnten bis heute noch nicht genau die Erbauer identifizieren und spekulieren über die genaue Funktion der Steinkreise. Anhand von gefundenen Waffen und kupfernem Armschmuck lässt sich vermuten, dass es sich um Herrschergräber handelt.
In Wassu selbst gibt es ein kleines Museum (Wassu Stone Circles Museum), das den Steinkreisen gewidmet ist. Traditionsgemäß lassen Besucher kleine Steinchen auf den Steinblöcken zurück, die Gründe sind aber nicht näher bekannt – wahrscheinlich soll es Glück bringen.